# 센조역
센조역(일본어: 千丈駅 센죠우에키[*])은 일본 에히메현 야와타하마시에 있는 역이다. 시코쿠 여객철도 요산선이 지난다. U17이며, 상대식 승강장 2면 2선의 구조를 지닌 지상역이다.

## 역사
- 1939년 2월 6일 : 개업.
- 1986년 3월 3일 : 무인화.
- 1987년 4월 1일 : 민영화에 따라, 시코쿠 여객철도로 이관.

## 인접 정차역
| 시코쿠 여객철도 요산선          | 시코쿠 여객철도 요산선 | 시코쿠 여객철도 요산선        |
| ------------------------------- | ---------------------- | ----------------------------- |
| U 16 이요히라노 무카이바라 방면 | 요산 선                | 야와타하마 U 18 우와지마 방면 |